# Кузнецов, Георгий Константинович
Георгий Константинович Кузнецов (1926—2007) — советский и российский учёный-механик и педагог, доктор технических наук, профессор. Заслуженный деятель науки и техники Российской Федерации (1994).  Почётный гражданин Костромы (2003)

## Биография
Родился 26 апреля 1926 года в городе Кострома. 
С 1943 года после окончания восьми классов Костромской фабрично-заводской школы поступает в Костромской текстильный институт. С 1943 года в период Великой Отечественной войны был призван в ряды Красной армии, служил в составе запасного полка.  С 1944 по 1947 годы после увольнения из рядов Красной армии был направлен в город Челябинск и начал работать сварщиком и технологом на Кировском заводе Наркомата танковой промышленности СССР, без отрыва от производства закончил Челябинский машиностроительный техникум.
С 1947 по 1952 годы обучался в  Костромском текстильном институте, после окончания которого с красным дипломом получил специализацию инженера-механика. С 1952 по 1953 годы работал в должности — главного инженера Джамбульского джутового завода в Узбекской ССР. 
С 1953 году начал работать на педагогической работе: с 1953 по 2007 годы  работал ассистентом, доцентом, профессором, заведующим кафедрой, деканом факультета,  проректором по научной работе и профессором-консультантом кафедры Теории механизмов и машин и проектирования текстильных машин Костромского государственного университета, педагогическая и научно-исследовательская деятельность Г. К. Кузнецова связана с разработкой конструкций машин для получения льняной тресты и функционированием текстильного оборудования, основные его научные работы были посвящены исследованию случайных колебаний в текстильных машинах и структурному анализу валковых механизмов текстильных машин. Г. К. Кузнецов был автором более 160 статей, в том числе и учебников для высших учебных заведений. 
В 1960 году защитил диссертацию на соискание учёной степени кандидата технических наук по теме: «Исследование процесса отжима лубоволокнистых материалов», в 1970 году — доктора технических наук по теме: «Исследование и методика проектирования валковых отжимных устройств текстильных машин». В 1994 году Г. К. Кузнецову  было присвоено звание — почётного профессора Ивановской государственной текстильной академии, в 1996 году звание — почётного профессора Костромского государственного технологического университета, в 2004 году — почётного доктора Московского государственного текстильного университета имени А. Н. Косыгина.
Помимо основной деятельности он занимался общественной деятельностью: с 1973 по 1990 годы был председателем Костромского областного совета общества «Знание». С 1993 года был избран академиком Академии технологических наук Российской Федерации. 
14 марта 1994 года «за заслуги в научной деятельности» Г. К. Кузнецову было присвоено почётное звание — Заслуженный деятель науки и техники Российской Федерации. 
В 2003 году «за выдающиеся заслуги в области образовательной деятельности» Г. К. Кузнецову было присвоено почётное звание — Почётный гражданин Костромы.

## Награды
- Орден Трудового Красного Знамени (1971)
- Орден Знак Почёта (1986)
- Медаль «За доблестный труд в Великой Отечественной войне 1941—1945 гг.» (1946)

### Звания
- Почётный гражданин Костромы (2003[5])
- Заслуженный деятель науки и техники Российской Федерации (1994[4])
- Почётный работник высшего профессионального образования Российской Федерации (1996)